# J. P. Donleavy

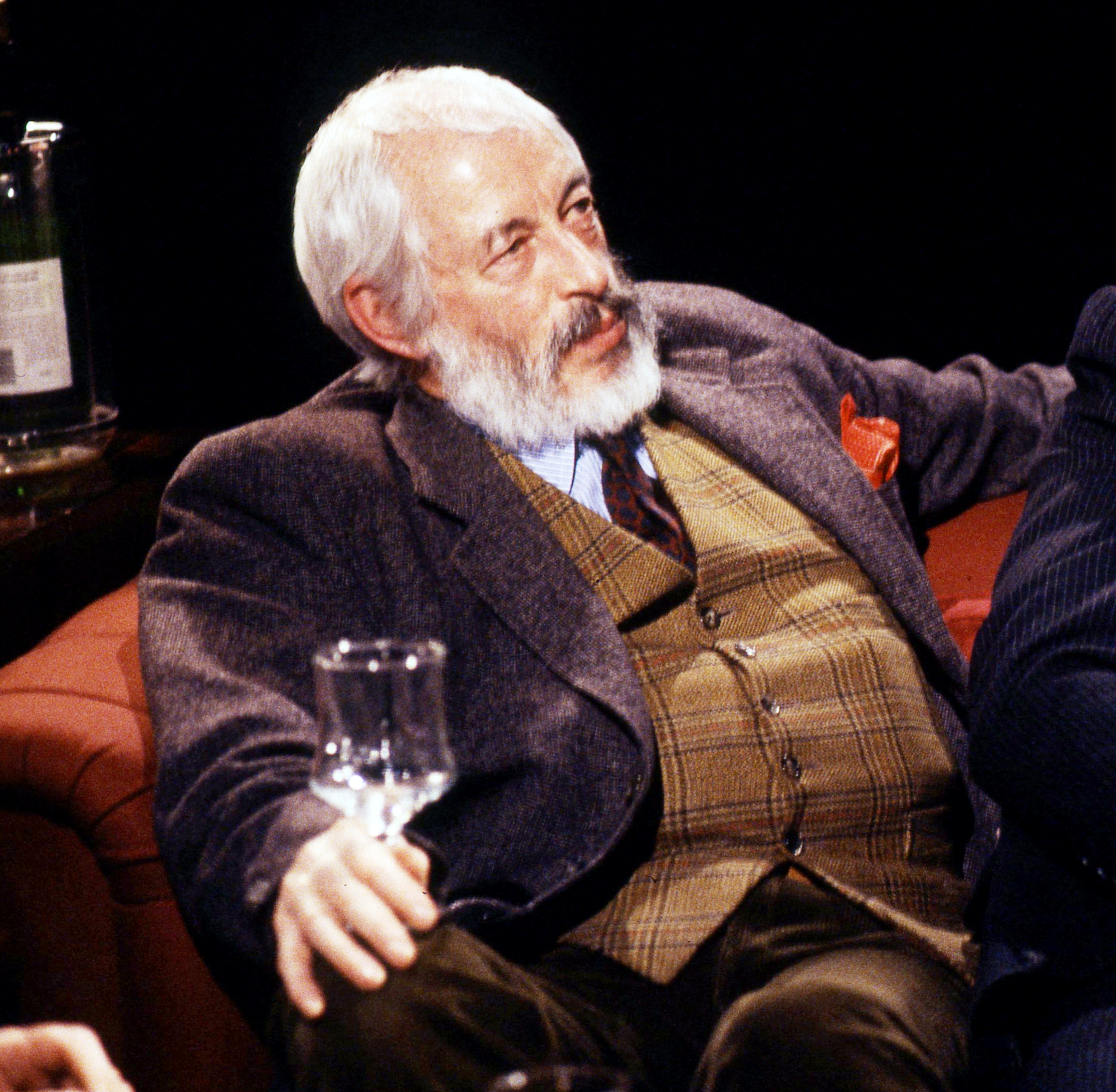
J. P. Donleavy (1991)

James Patrick Donleavy (* 23. April 1926 in Brooklyn, New York City, USA; † 11. September 2017 in Mullingar, County Westmeath, Irland) war ein amerikanisch-irischer Schriftsteller.

## Leben
James Patrick Donleavy wurde 1926 als Sohn der irischen Immigranten Margaret (geb. Walsh) (1891–1957) und Patrick John Donleavy (1891–1957) in Brooklyn, New York City geboren.
Sein Vater, war mit dreizehn Geschwistern auf einem kleinen Bauernhof in Dam of Killasona, in der Nähe von Granard, County Longford, Irland aufgewachsen, hatte eine Ausbildung als Priester begonnen, bevor er 1913 in die USA auswanderte. Er arbeitete zunächst als Florist später als Feuerwehrmann.
Seine Mutter, Margaret, war ebenfalls auf einem Bauernhof in Guilkagh East, in der Nähe der Stadt Ballymoe, County Galway aufgewachsen und 1907 als 16-Jährige in Begleitung ihres Onkels nach New York ausgewandert, wo sie zunächst bei einer ihrer Tanten lebte, später als Haushälterin für wohlhabende Familien arbeitete. 1922 heiratete sie Patrick John Dunleavy/Donleavy.
James Patrick Donleavy wuchs mit seiner älteren Schwester, Mary Rita (* 25. März 1923), und seinem jüngeren Bruder Thomas Joseph („T.J.“ – * 21. Juli 1928, † 6. Januar 2016) in einer römisch-katholisch geprägten Familie auf. Als Donleavy sieben Jahre alt war, zog seine Familie nach Woodlawn („Little Ireland“) im nördlichen Teil der Bronx. Er wurde auf die Fordham Preparatory, einer privaten Jesuitenschule für Jungen geschickt, wurde aber schon drei Jahre später von der Schule verwiesen. Er setzte dann an verschiedenen anderen Schulen seine Schulausbildung fort. In Jugendjahren boxte er im New York Athletic Club und strebte die Meisterschaft im Mittelgewicht an. Mit 18 trat er dem United States Army Air Corps (United States Air Force) bei. Nach Kriegsende zog er nach Irland. Mithilfe der G. I. Bill nahm er 1946 am Trinity College in Dublin ein Studium der Bakteriologie auf mit der Absicht Arzt zu werden.
Schon nach drei Jahren gab JPD sein Studium auf, um sich zunächst ganz der Malerei zu verschreiben – noch nicht der Schriftstellerei. Ausstellungen von Jack Butler Yeats, waren ihm offenbar „Inspiration“ und „Offenbarung“ gewesen. „It was such a wonderful revelation … It became an inspiration.“ Auch materielle Überlegungen waren nicht unwichtig: „Also, when I saw how much money Yeats was getting for his paintings, it struck me as a very good way to proceed in life.“ („Als ich sah, wieviel Geld Yeats für seine Gemälde erhielt, kam mir der Gedanke, dass dies eine gut Möglichkeit war, um im Leben vorwärts zu kommen.“) Hinzu kam, dass er mit John Ryan eng befreundet war, der ihn wiederum mit der Künstlergruppe The White Stag Group zusammen brachte.
In Folge begann er selbst zu malen, richtete sich ein Atelier in Kilcoole, County Wicklow, ein und hatte im Jahre 1949 seine erste Ausstellung, der weitere Einzelausstellungen folgten. Besprechungen seiner Werke in der Presse waren aber eher negativ und JPD glaubte in der Londoner Kunstszene besser aufgehoben zu sein. Er nahm Kontakt mit der The Redfern Gallery auf. Dort teilte man ihm aber mit, dass er für eine Ausstellung noch nicht hinreichend bekannt sei. „My pictures were admired by a gallery in London, but they pointed out that quality and originality meant nothing unless you were already known. That was what forcefully started me writing books.“ „(Meine Bilder wurden von einer Galerie in London bewundert, aber man betonte, dass Qualität und Originalität überhaupt keine Bedeutung hätten, wenn man noch nicht bekannt sei. Das war es, was mich [dann] mit Nachdruck dazu brachte Bücher zu schreiben.“) Er beschloss ein Buch zu verfassen, das ihn „in every nook and cranny all over the world“ („in jedem Winkel der Welt)“ bekannt machen würde. Im Sommer 1951 begann er The Ginger Man zu verfassen.
Donleavy verfasste humoristische Romane, Theaterstücke, Kurzgeschichten und Sachbücher. Weltbekannt wurde er mit seinem 1955 erschienenen ersten Roman The Ginger Man, der wegen angeblich obszöner Passagen einen Skandal verursachte. Da Donleavy in Irland und Großbritannien keinen Verlag fand, überließ er das Buch auf Rat seines Freundes Brendan Behan hin der französischen Olympia Press, die es als Teil einer Erotika-Reihe herausgab. Empört führte Donleavy jahrelang Prozesse gegen den Verleger Maurice Girodias, die er fast alle gewann. Er nahm die die irische Staatsbürgerschaft an. 2015 wurde er für sein Lebenswerk mit dem Bob Hughes Lifetime Achievement Award des Irish Book Award ausgezeichnet.
Von 1946 bis zur Scheidung 1969 war Donleavy verheiratet mit Valerie Heron, mit der er einen Sohn und eine Tochter bekam. 1970 heiratete er Mary Wilson Price, mit der er ebenfalls zwei Kinder bekam; die Scheidung erfolgte 1989. Seit 1972 lebte er in einem Landhaus nahe Mullingar im County Westmeath.

## Werke (Auswahl)
- The Ginger Man (Roman), 1955
  - dt. Ginger Man, 1963 (überarbeitet 1992)
- The Ginger Man (Theaterstück), 1961
- Fairy Tales of New York (Theaterstück), 1961
- A Singular Man (Roman), 1963
  - dt. A Singular Man oder Ein ängstlicher Held, 1968
- Meet My Maker the Mad Molecule (Kurzgeschichten), 1964
  - dt. Das tollgewordene Molekül, 1970
- A Singular Man (Theaterstück), 1965
- The Saddest Summer of Samuel S (Erzählung), 1966
  - dt. Schlimmer Sommer für Samuel S., 1970
- The Beastly Beatitudes of Balthazar B (Roman), 1968
  - dt. Die bestialischen Seligkeiten des Balthasar B, 1971
- The Onion Eaters (Roman), 1971
- The Plays of JP Donleavy (Sammlung), 1972
- A Fairy Tale of New York (Roman), 1973
- The Unexpurgated Code: A Complete Manual of Survival and Manners (Satire), 1975
- The Destinies of Darcy Dancer, Gentleman (Roman), 1977
- Schultz (Roman), 1979
- Leila (Roman), 1983
- De Alfonce Tennis: The Superlative Game of Eccentric Champions Its History, Accoutrements, Rules, Conduct and Regimen (Satire), 1984
- J.P. Donleavy's Ireland in All of Her Sins and Some of Her Graces (Sachbuch), 1986
- Are You Listening Rabbi Löw (Roman), 1987
- A Singular Country (Sachbuch), 1989
- That Darcy, That Dancer, That Gentleman (Roman), 1990
- The History of the Ginger Man: An Autobiography (Autobiografie), 1994
- The Lady Who Liked Clean Rest Rooms (Erzählung), 1995
  - dt. Eine Dame in Nöten, 1999
- An Author and His Image (Sammlung), 1997
- Wrong Information is Being Given Out at Princeton (Roman), 1998

## Belege
1. ↑  The Irish Times 14. September 2017: JP Donleavy 1926-2017: A life in pictures
2. ↑  Mary Rita Donleavy: „Patrick John Dunleavy: Patriot, Philosopher, Family Man: A Burst of Poetry“, Xlibris Corp. 2013, S. xxiii + 18
3. ↑  Ursprünglich Patrick John Dunleavy; s. Mary Rita Donleavy: Patrick John Dunleavy. Patriot, Philosopher, Family Man: a Burst of Poetry. Xlibris Corp 2013
4. ↑  The Guardian 26. Juni 2004: The spice of life
5. ↑  Mary Rita Donleavy: „A Woman’s Odyssey: Land, Lineage and Legacy“, in: Women’ Studies Review, Spring 2004, S. 16–22 (Memento des Originals vom 25. September 2017 im Internet Archive)  Info: Der Archivlink wurde automatisch eingesetzt und noch nicht geprüft. Bitte prüfe Original- und Archivlink gemäß Anleitung und entferne dann diesen Hinweis.
6. ↑  The Guardian 14. September 2017: JP Donleavy obituary
7. 1 2 3  The Irish Times 14. September 2017: JP Donleavy obituary: acclaimed author of ‘a bawled-out comic song of sex’
8. ↑  Electronic Telegraph 11. April 1998: Me and My God. J. P. Donleavy Talks to Frances Welch (Interview)
9. ↑  The Irish Independent 1. August 1999: The Man Who Loved Women (Interview)
10. ↑  J.P. Donleavy Compendium – NY Daily News  6. Mai 2007: "Author and his image - Writer J.P. Donleavy returns to New York for a show of his artwork"
11. 1 2  J.P. Donleavy Compendium – Another Side
12. ↑  The spice of life, Autorenbiografisches im Guardian vom 26. Juni 2004, abgerufen am 27. März 2014.

| Personendaten    | Personendaten                                |
| ---------------- | -------------------------------------------- |
| NAME             | Donleavy, J. P.                              |
| ALTERNATIVNAMEN  | Donleavy, James Patrick (vollständiger Name) |
| KURZBESCHREIBUNG | irisch-amerikanischer Schriftsteller         |
| GEBURTSDATUM     | 23. April 1926                               |
| GEBURTSORT       | Brooklyn                                     |
| STERBEDATUM      | 11. September 2017                           |
| STERBEORT        | Mullingar, County Westmeath, Irland          |